# Florent Prévost
Florent Prévost (17 de agosto de 1794 - 1 de febrero de 1870) fue un naturalista e ilustrador francés.
Prévost era naturalista auxiliar en el Museo Nacional de Historia Natural de Francia y autor de las ilustraciones de las obras de Coenraad Jacob Temminck (1778-1858), de Charles Lucien Bonaparte (1803-1857) y Buffon (1707-1788). Fue el autor de varios trabajos zoológicos, como Les Pigeons par Madame Knip (1843), Iconographie ornithologique (1845) y, con C. L. Lemaire, Histoire Naturelle des Oiseaux d'Europe (1845). Con Jacques Pucheran (1817-1895), publicó un estudio de las aves conservadas en Museo Nacional de Historia Natural. Se especializó en el estudio del contenido estomacal de las aves con el fin de determinar su dieta.
Realizó trabajos sobre las aves en el viaje de la fragata La Vénus con Marc Athanese Parfait Oeillet Des Murs, y sobre aves y mamíferos traídos en la expedición francesa en Abisinia, (Etiopía) entre 1839 y 1843.

## Otras publicaciones
- 1858. Du régime alimentaire des oiseaux. Bull. de la Société impériale zoologique d’acclimatation, 5 : 262-269

## Abreviatura (zoología)
La abreviatura Prévost  se emplea para indicar a Florent Prévost como autoridad en la descripción y taxonomía en zoología.